# Odão de Narbona
Odão (em latim: Odo) foi um nobre, da família dos guilhérmidas, que governou como visconde do Viscondado de Narbona no início do século X. Era filho e provável sucessor de Francão II e sua esposa Arsinda, filha de Suniário II. Desposou Riquilda de Barcelona, filha do conde Vifredo II e Garsinda de Ampúrias, e com ela gerou Matefredo e Francão.  A Grande Enciclopédia Catalã sugere a existência de outro filho duvidoso chamado Maiol II. Odão governou Narbona com seu irmão Volverado durante algum tempo, e depois sozinho. Em 924, doou com a sua esposa um lote de Narbona ao mosteiro de Montoliu. Em 931, aparece na escritura de doação à igreja de Elna, concedida por seu tio Guadal de Ampúrias-Rossilhão, bispo de Elna. Em 19 de março de 932/933, foi executor do testamento do bispo Reginaldo de Béziers com o visconde Teldo de Béziers.  Desaparece das fontes logo depois, possivelmente porque faleceu. Em decorrência da minoridade de Matefredo, Riquilda assumiu o governo do viscondado por alguns anos.